# Fistulinella major
Fistulinella major är en svampart som beskrevs av Guzmán 1974. Fistulinella major ingår i släktet Fistulinella och familjen Boletaceae.   Inga underarter finns listade i Catalogue of Life.